# Space Gun (videogioco)
Space Gun (スペースガン?, Supēsu Gan) è un videogioco arcade a tema fantascientifico di genere sparatutto in prima persona, sviluppato e pubblicato dalla Taito nel 1990.
È stato in seguito distribuito per vari home computer (da Ocean Software) e per Sega Master System nel 1992, e nel 2005 incluso nella raccolta Taito Legends per PlayStation 2, PC e Xbox.

## Trama
La prefazione è estrapolata dal volantino da sala (traduzione non ufficiale):

## Modalità di gioco
Space Gun è uno sparatutto su rotaia in cui il giocatore vede l'azione sullo schermo da una prospettiva in prima persona. Viene usata una pistola ottica montata su un mobile per mirare e sparare agli alieni ostili nemici che hanno invaso una fatiscente stazione spaziale e ne hanno rapito il personale. Il titolo fa largo utilizzo di effetti splatter, dando all'utenza la possibilità di fare a pezzi gli alieni, mentre schizzi di sangue appaiono sullo schermo.
Scopo del gioco è salvare gli ostaggi umani da quelle creature. Occasionalmente, un ostaggio si trasformerà in un alieno. Oltre all'arma standard a fuoco rapido, ci sono altre quattro armi: un lanciafiamme, un lanciagranate, una bomba congelante e una bomba a lama. Queste armi richiedono munizioni che possono essere raccolte durante i livelli e vengono attivate dal giocatore usando l'azione a pompa della pistola montata.
Il cabinato è dotato di pedali che, se premuti, invertono la direzione del giocatore. Dovrebbe dargli più tempo per sparare a un nemico in arrivo, per aiutare a mantenere il numero di nemici a un livello più gestibile e quindi impedire che vengano sopraffatti. Ma con il "pedale indietro" si rischia di esaurire il tempo nel livello e si diventa più in pericolo rispetto al normale scorrimento del livello.
Vi sono sette livelli che sono divisi in quattro sottosezioni, ciascuna con il proprio boss di fine livello. Tra i livelli la storia viene spiegata e portata avanti attraverso l'uso di brevi filmati animati con testo sullo schermo. Il giocatore può spesso scegliere il proprio percorso attraverso il livello selezionando una porta usando la pistola.